# Альмолоя-дель-Рио (муниципалитет)
Альмолоя-дель-Рио (исп. Almoloya del Río) — муниципалитет в Мексике, штат Мехико, с административным центром в одноимённом городе. Общая численность населения муниципалитета составляет 8939 человек.

## Этимология
Название происходит от аст. almoloyán, что означает «место, где пробивается вода», и исп. del Río — «река».

## География
Площадь Альмолоя-дель-Рио составляет 6,44 км². Местность холмистая, вулканического происхождения. Здесь берёт своё начало река Лерма.

## Климат
C апреля по октябрь начинается сезон дождей, а с ноября по март — засушливый, при этом годовое количество осадков около 871 мм. Средняя температура зимой около +12 °C, максимальная поднимается до +18 °С, а минимальная опускается до +1,5 °C.

## Экономика
Основным видом экономической деятельности является производство одежды. Существует несколько ремесленных по производству плетёных корзин и цветочных композиций. Также существует сельское хозяйство, прежде всего выращивание кукурузы и кормовых культур для животных.